# Casares (Cerdido)
Casares (llamada oficialmente San Xoán dos Casás) es una parroquia del municipio de Cerdido, en la provincia de La Coruña, Galicia, España.

## Entidades de población
Entidades de población que forman parte de la parroquia:
- Agreste
- Boucido
- Calmourel
- Calvela (A Calvela)
- Campo da Iglesia (Campo da Igrexa)
- Campos (Os Campos)
- Carballás (Os Carballás)
- Casanova (A Casanova)
- Covelo (O Covelo)
- Fragas (A Fraga)
- Mestas (As Mestas)
- Outeiro (O Outeiro)
- Pedra Chantada (A Pedrachantada)
- Rego da Madeira (O Rego da Madeira)
- Riba de Abaixo (A Riba de Abaixo)
- Seijidal (O Seixidal)

## Despoblados
Despoblados que forman parte de la parroquia:
- Bordo (O Bordo)
- Riba de Arriba (A Riba de Arriba)

## Demografía
| Gráfica de evolución demográfica de Casares entre 2000 y 2019 |
|                                                               |
| Datos según el nomenclátor publicado por el INE.              |